# Лубер, Ханс
Ханс Лубер (нем. Hans Luber, 15 октября 1893 — 15 октября 1940) — германский прыгун в воду, призёр Олимпийских игр.
Родился в Мюнхене. Сначала тренировался в мюнхенском клубе, затем переехал в Берлин, где ходил в бассейн «Посейдон». В 1912 году на Олимпийских играх в Стокгольме он завоевал серебряную медаль в прыжках с 3-метрового трамплина. В 1913 году он стал чемпионом Германии в прыжках с 3-метрового трамплина.
В середине 1920-х Ханс Лубер стал выступать в прыжках с 10-метровой вышки. В 1925—1927 годах он становился чемпионом Германии, в 1926 и 1927 годах выиграл чемпионаты Европы.
По окончании спортивной карьеры работал учителем физкультуры в Берлинских электромастерских, а также преподавал в Берлинском высшем училище физического воспитания. В 1914 году он опубликовал книгу «Der Schwimmsport».